# Gary LaPierre
Gary LaPierre (Shelburne Falls, Massachusetts, abril de 1942-Ipswich, Massachusetts, 4 de febrero de 2019) fue un periodista de radio y televisión estadounidense, que pasó la mayor parte de su carrera en WBZ, una estación de radio de noticias en Boston, Massachusetts. También hizo apariciones en las transmisiones de noticias de WBZ-TV, a menudo como presentador de noticias sustituto. Se retiró en 2006 después de 40 años como presentador de noticias. Comenzó en WBZ en 1964 como reportero de noticias en general. 

## Inicios y carrera
Nacido en Shelburne Falls, Massachusetts, LaPierre se graduó de Grahm Junior College y asistió a la Universidad de New Hampshire y la Universidad de Boston. Su primer trabajo en la radio fue con WHAV en Haverhill, Massachusetts, en 1961. Luego trabajó brevemente en New Hampshire antes de unirse a WBZ, donde trabajaría por un total de 43 años.
En 1999, interpretó a Ebenezer Scrooge en la adaptación de WBZ del clásico de Charles Dickens, A Christmas Carol. Esta versión se ha realizado cada Nochebuena desde entonces.

## Vida personal
LaPierre estaba casado, y tenía dos hijos. Se sometió a una cirugía de bypass cardíaco en 2005. Murió en su casa en Ipswich, Massachusetts, el 4 de febrero de 2019, por leucemia a los 76 años.

## Honores y premios
En 1998, LaPierre recibió un doctorado honorario de letras humanas del Emerson College. También fue incluido en el Salón de la Fama de Massachusetts Broadcasters, en 2010. Otros premios incluyen:
- Premio de oro al mejor periodista del año en el Festival Internacional de Radio en la ciudad de Nueva York (1986)
- Premio a los logros de toda una vida, de March of Dimes Achievement in Radio Organisation (1997)
- Premio Edward R. Murrow a la Mejor Difusión de Radio, presentado por la Asociación de Directores de Noticias de Radio y Televisión (1998)
- Premio de Prensa Asociada al Documental del Año.
- Premio San Francisco al Mejor Periodismo Investigativo